# Macagno Giovanni Automobili
Macagno Giovanni Automobili war ein italienischer Hersteller von Automobilen.

## Unternehmensgeschichte
Giovanni Macagno übernahm 1909 das Unternehmen Società Automobili Lombarda Vetture Esperia aus Bergamo und begann mit der Produktion von Automobilen. 1913 endete die Produktion nach lediglich sechs oder sieben hergestellten Exemplaren.

## Fahrzeuge
Im Angebot waren die Modelle 20/40 HP und 40/50 HP. Beide basierten auf Modellen von Esperia und verfügten über einen Vierzylindermotor.